# Ano humano

Diagrama anatòmico del ano. Sección frontal.

En los humanos, el ano (del latín anus, «ano») es un orificio que se halla en el extremo terminal (inferior) del tubo digestivo, de la misma manera en que la cavidad oral (boca) es el orificio del extremo inicial (superior).
Está constituido por el músculo esfínter voluntario (esfínter externo del ano), recubierto de mucosa, y se trata de una abertura a través de la cual los materiales de desecho de la digestión (heces) salen del cuerpo.
Al orificio anal se le añade por arriba la parte más inferior del recto que precede, y por abajo, la zona cutánea que lo continúa y que lo rodea. Así, en los seres humanos, el ano se convierte en un conducto de unos 15 a 20 milímetros de longitud (canal anal) a través de cual discurren las heces durante la defecación.

## Localización y relaciones anatómicas del ano en los humanos
El ano en los humanos está situado en la línea media del cuerpo, un poco por detrás de la línea biisquiática. Se abre en el vértice posterior del periné (o perineo), un poco por delante del coxis y en el fondo del surco longitudinal que separa las dos nalgas. El ano se encuentra relacionado, por los lados, con el músculo esfínter externo, con las fosas isquiorrectales y con los elevadores del ano, por detrás con el rafe anococcígeo y con los fascículos musculares que en él se insertan y por delante con la uretra (en el hombre) o con la vagina (en la mujer).

### Límites

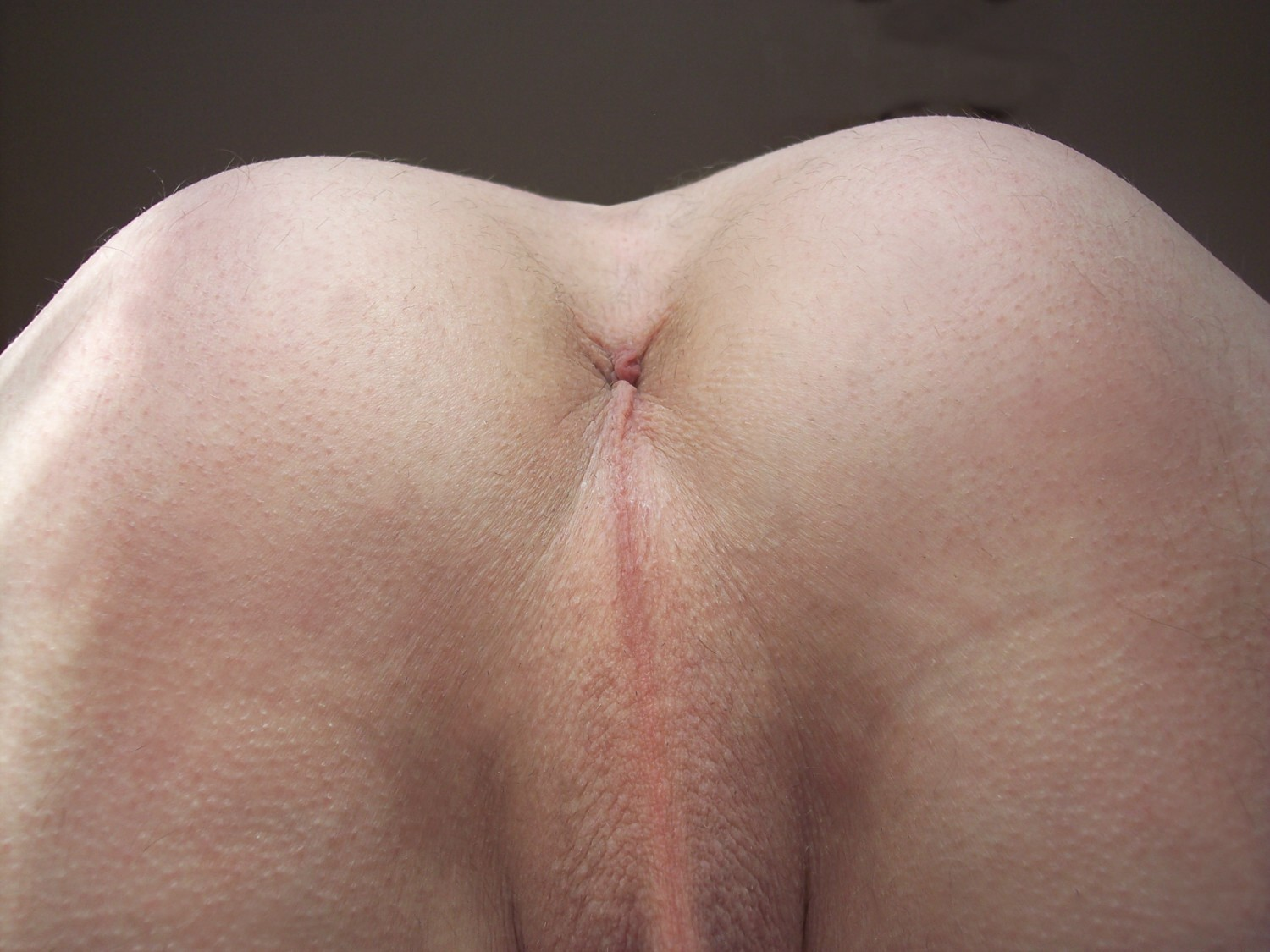
Región del ano de un varón.

Hay divergencia de opiniones entre los anatomistas respecto a cuáles son los límites anatómicos del ano, pero en general se consideran los siguientes:
Por arribael límite es una línea circular, la línea anorrectal, línea dentada o línea pectínea, irregularmente sinuosa, que pasa por el borde de las válvulas semilunares del recto. En esta línea se separa el recto de la piel, el endodermo del ectodermo.
Por debajoen el periné, el ano está limitado por la línea anoperineal, difícil de delimitar, a partir de la cual surge el vello del periné. La zona de periné que rodea a la línea anoperineal se llama margen anal.
El «canal anal» es el conducto que se extiende desde la línea dentada hasta la línea anoperineal.

### Conformación
El ano por fuera tiene forma circular cuando está dilatado, cuando pasan las heces o se introduce un objeto. En reposo tiene forma de hendidura anteroposterior de la que parten de forma radiada cierto número de pliegues, los pliegues radiados del ano, que son pronunciados con la contracción del ano y que se borran completamente cuando se dilata el orificio. La piel que rodea al orificio anal se llama margen del ano, y es un tipo de piel más delgada, más colorada, constantemente húmeda y sin vello. Los vellos aparecen a partir de la línea anoperineal.

### Constitución anatómica
El conducto anal está formado por un aparato muscular y por piel modificada.
Aparato muscularformado por fibras lisas circulares dispuestas por fuera de la mucosa y que forman el esfínter interno del ano, por fibras musculares estriadas circulares que forman el esfínter externo del ano. Otros músculos relacionados con el ano son: el músculo retractor del ano, el músculo rectouretral y el músculo elevador del ano.
Revestimiento cutáneocubierto por piel modificada, más delgada, menos rica en papilas y que carece por completo de pelos y de glándulas. El canal anal está recubierto por un epitelio escamoso no queratinizado. Por encima del límite superior del canal anal (línea pectínea) existe una zona de transición en el recto de unos 6 a 12 mm, en la que el epitelio escamoso pasa a ser epitelio cilíndrico columnar de una forma progresiva.

### Vasos y nervios
La circulación y la inervación del ano se confunden con la del recto y con las del periné, proporcionadas principalmente por los nervios anales inferiores y por otras ramas del nervio pudendo, como ciertas fibras del nervio perineal. Las arterias del ano proceden en su mayoría de la arteria hemorroidal inferior, rama de la arteria pudenda interna. Los vasos linfáticos desembocan tanto en los ganglios hipogástricos como en los ilíacos externos y en los ganglios linfáticos inguinales.

### Vello perianal
En el área anal, los vellos aparecen a partir de la línea anoperineal; generalmente están más desarrollados en el hombre que en la mujer. En los humanos, durante la pubertad y la adolescencia aumentan los niveles de andrógenos (hormonas sexuales masculinas). Los folículos de vello responden a dicho aumento, principalmente al de la testosterona y sus derivados, lo que provoca el crecimiento del vello androgénico en el cuerpo, siendo alrededor del ano donde comienza a aparecer un tipo de este vello denominado vello púbico, el cual irá cubriendo el área genital y púbica. En algunos grupos étnicos, el vello perianal es menos común.

### Aroma perianal
La piel contiene dos tipos de glándulas sudoríparas: ecrinas y apócrinas. Sus secreciones pueden causar olor corporal. Las glándulas ecrinas, que se encuentran en grandes cantidades por todo el cuerpo, segregan un líquido acuoso, la conocida transpiración. Las apócrinas, en cambio, están distribuidas selectivamente en axilas, pezones, ingle y región perianal; estas glándulas generan el olor humano. Dado que alrededor del ano tenemos gran cantidad de ellas, siempre emanan sus olores característicos.

## Defecación

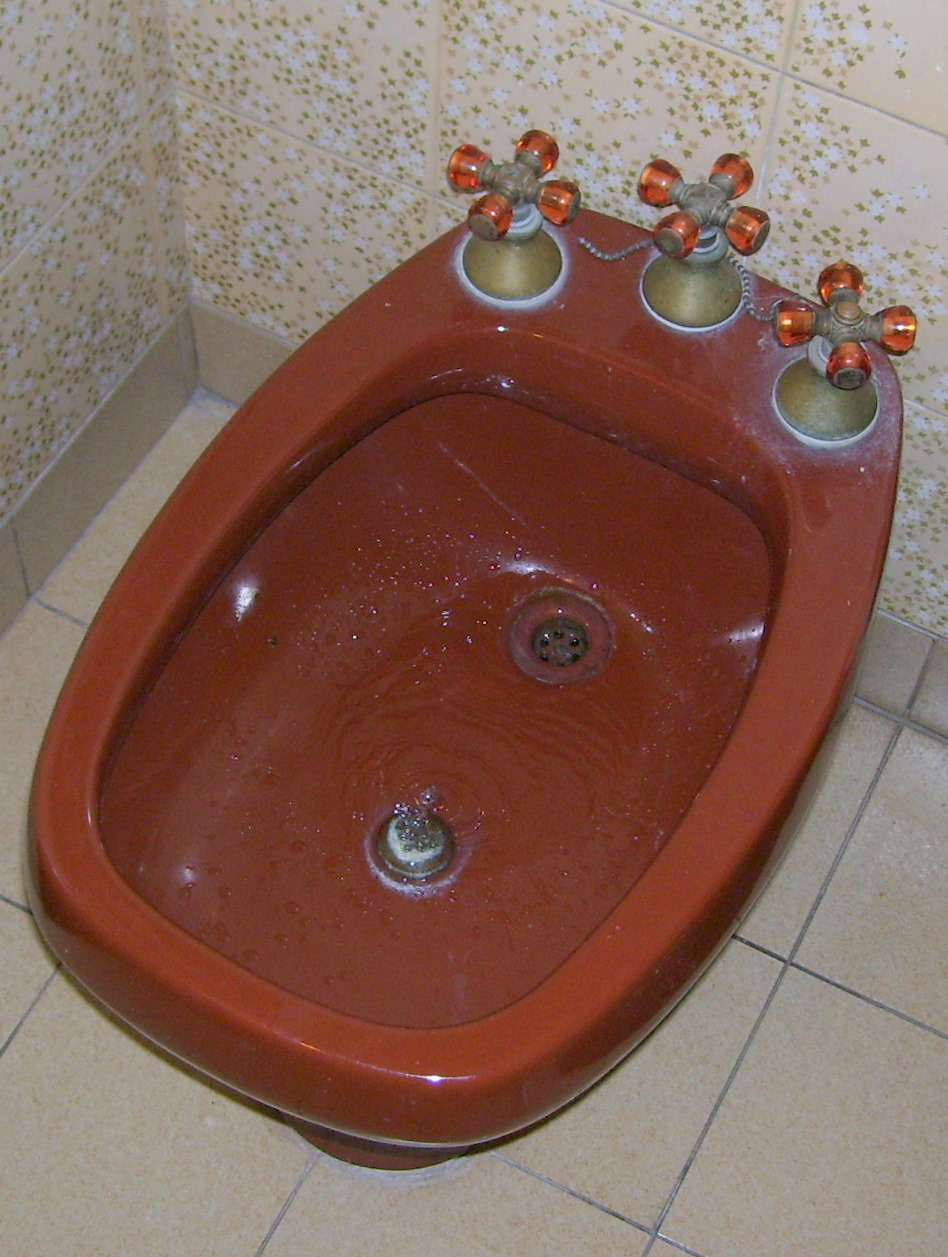
El bidé es un recipiente empleado para realizar la limpieza con agua corriente del ano, luego del proceso de la defecación; así como también los órganos genitales externos.

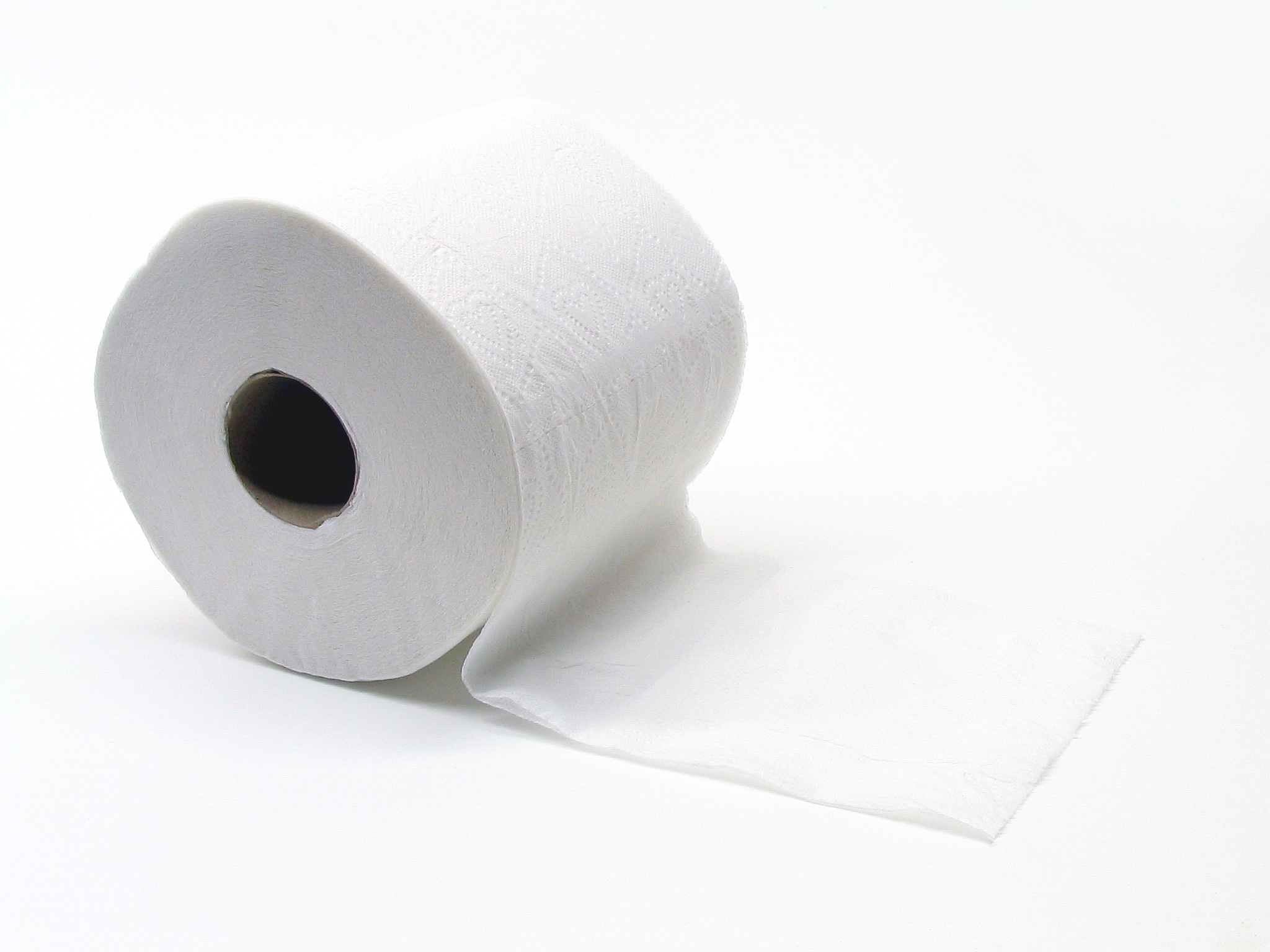
El papel higiénico es empleado específicamente para realizar la limpieza del ano luego del proceso de la defecación.

### Proceso
La función del ano es ser el orificio de expulsión de las heces del organismo mediante la defecación. El músculo elevador del ano produce un ángulo de 90° entre el recto y el ano lo cual produce el cierre al paso de las heces, de un modo similar al doblado de una manguera. En el proceso de la defecación se incrementa la presión intra-rectal, que llena de heces el recto, aumentado por las contracciones de los músculos del piso pélvico y abdominal. Un músculo involuntario, el esfínter anal interno, junto con el externo, responden a la presión mediante la relajación, permitiendo así que las heces puedan entrar en el canal anal. Antes de defecar, el relajamiento de ambos esfínteres anales junto con el músculo elevador del ano produce que el ángulo entre el recto y ano pase a 15°, lo que permite la evacuación de las heces. Olas peristálticas empujan las heces hacia el ano. Finalmente, el músculo elevador del ano tira del ano mientras las heces continúan saliendo.

### Higiene posterior
Para promover la higiene en general, los seres humanos suelen limpiar el exterior del ano después de vaciar los intestinos. Se suele emplear papel higiénico —el cual es fabricado con este específico propósito— o un enjuague con agua de un bidé. Las prácticas de limpieza anal suelen variar entre las distintas culturas humanas.

## Cosmética relacionada con el área anal

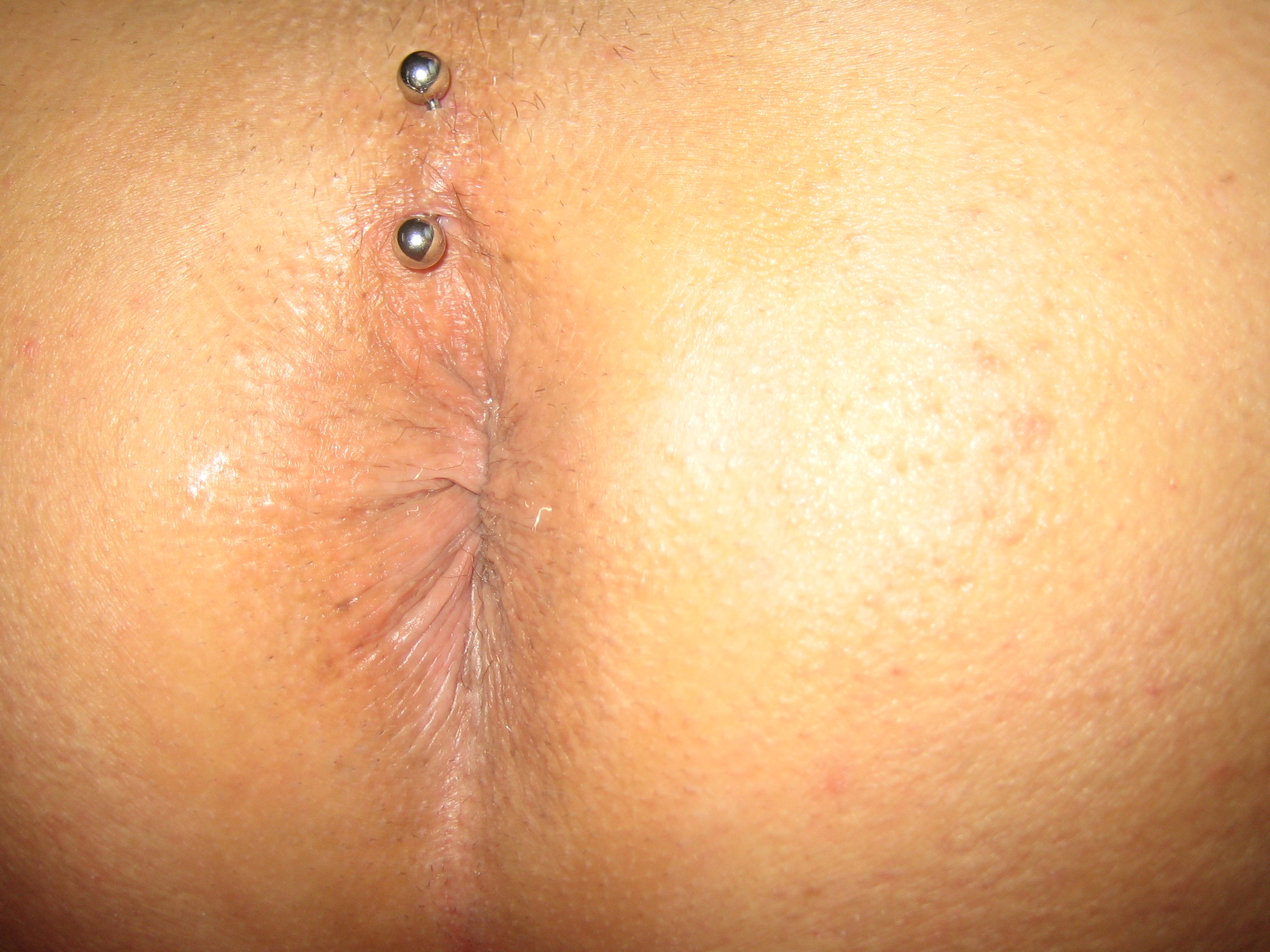
Un piercing anal.

Por varias razones es habitual la eliminación del vello perianal mediante afeitado, recorte, y distintas técnicas depilatorias (por ejemplo, depilación brasileña). Después de la pubertad, el área anal puede oscurecerse respondiendo a la genética individual. El blanqueo anal es un proceso en el cual se aclara dicha área buscando obtener una apariencia «más juvenil».
Los pírsines en la zona anal no son comunes comparados con otros tipos de piercings, ya que pueden interferir con la función del ano; además se pueden presentar dificultades en la limpieza del área luego de defecar. Un problema extra es que esa área se mantiene húmeda mientras el piercing sana, lo que complica ese proceso. Los situados en la piel que se encuentra a pocos centímetros del ano son más fáciles de cuidar y mucho más comunes. Aun así, los pírsines en esta zona corren un importante riesgo de infectarse y crear abscesos anales o perianales dada la proliferación de microorganismos y parásitos presentes en las heces aun teniendo una escrupulosa higiene.

## El ano en relación con la psicología
La fase anal o fase anal-sádica designa un concepto de psicología elaborado por Sigmund Freud (psicoanálisis). Define el desarrollo infantil a la edad aproximada de entre 2 y 4 años, especialmente en el segundo año de vida. En esta segunda fase o pulsión de la evolución libidinal, el niño consigue dominar la habilidad de controlar el esfínter anal, lo cual le genera placer, por lo que su atención pasa de la zona oral a la anal. De esta manera, organiza su libido bajo la primacía de la zona erógena anal, imbuída de la relevancia que adquieren los procesos relacionados con la defecación (retención-expulsión) y a la estimación alegórica que adquieren sus heces. En esta etapa se consolida el sadomasoquismo relacionado con el progreso del control muscular.[cita requerida]
En este período, tanto el placer como el conflicto se centra en el área anal. Si el niño no es capaz de resolver los conflictos que se presentan durante esta fase puede producirse en él una fijación retentivo anal o expulsivo anal. Esta fijación ocurre cuando hay extremos en la gratificación: si hay un exceso, se desarrollará una personalidad en extremo desorganizada; si hay una carencia, se generará un individuo sumamente organizado.

## Uso sexual
Es considerado también como órgano sexual, pues es una zona erógena y por lo tanto excitable, ya que contiene muchas terminaciones nerviosas que pueden ser estimuladas, produciendo sensaciones placenteras tanto en varones como en mujeres. En el varón, la penetración anal produce una sensación de placer por estimulación directa de la próstata (órgano genitourinario masculino) y en las mujeres con la estimulación desde el recto de su útero, su crus clitoral y la pared inferior de su vagina.
Sin embargo, también puede ser doloroso, en ocasiones de forma extrema, y su origen puede ser psicosomático o debido a falta de dilatación y preparación previa, u alguna fisura o herida que provoque dolor.
Es imprescindible, sin embargo, usar lubricantes, ya que la zona no posee lubricación propiamente. Para introducir un pene humano o un consolador de proporciones similares, es necesario usar una técnica de dilatación progresiva para ir logrando una dilatación cómoda del esfínter antes de penetrarlo.
Las prácticas sexuales que involucran el ano son la masturbación anal, el anilingus, el masaje prostático y el coito anal, entre otras.
En el coito, el contacto entre las mucosas del ano y del pene es intenso, por lo que se recomienda el uso de preservativo; de lo contrario, no se considera sexo seguro, sobre todo por la posibilidad de la transmisión de infecciones de transmisión sexual (el VIH principalmente).

## Patologías del ano

### El sexo anal y las infecciones transmisibles
El sexo anal sin el uso del preservativo es una práctica relacionada con la infección tanto del VIH como de otras muchas ITS  (o ETS) y otras infecciones virales, como el virus del papiloma humano (VPH), todos los tipos de hepatitis, los herpes genitales y otras de origen bacteriano, como la gonorrea y la sífilis, incluso en caso de que no haya eyaculación. Todo esto se debe a la gran frecuencia con que se producen heridas y microheridas en esta zona del cuerpo durante la penetración, al no ser un órgano adaptado específicamente para ello.
Las posibles enfermedades transmisibles en un acto sexual anal con una persona infectada, sin protección, son:
Sexo anal (insertivo)
- Riesgos conocidos:
  - Clamidia
  - Ladillas
  - Sarna
  - Gonorrea
  - Hepatitis B
  - Herpes simple
  - VIH
  - HPV
  - Uretritis no gonocócica
  - Sífilis
- Posibles riesgos:
  - Hepatitis C

Sexo anal (receptivo)
- Riesgos conocidos:
  - Clamidia
  - Ladillas
  - Sarna
  - Gonorrea
  - Hepatitis B
  - Herpes
  - VIH
  - HPV
  - Sífilis
- Posibles riesgos:
  - Hepatitis C

Anilingus
- Riesgos conocidos:
  - Amebiasis
  - Criptosporidiosis
  - Giardiasis
  - Hepatitis A
  - Shigelosis
- Posibles riesgos:
  - HPV

#### Verrugas genitales

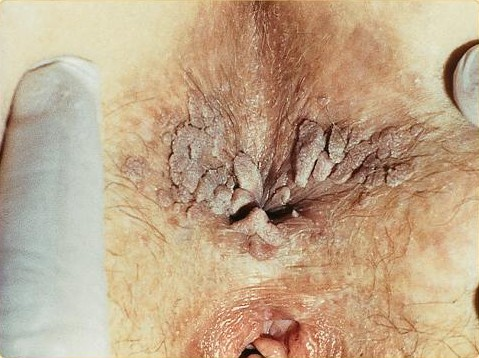
Ano con verrugas genitales.

Las verrugas genitales, condilomas (Condiloma acuminata), son una enfermedad de transmisión sexual altamente contagiosa, causada por el virus del papiloma humano (VPH). Se transmite al mantener relaciones sexuales con un compañero infectado, no solo por vía anal, también oral y genital. Cerca de dos tercios de aquellos que mantienen relaciones sexuales con una pareja con verrugas genitales las desarrollarán a su vez, alrededor de los tres meses después del contacto.
En ambos sexos las verrugas se presentan alrededor del ano. En las mujeres, además, en las partes interior y exterior de la vagina, y en la abertura (cérvix) hacia el vientre (útero), formando desde aglomeraciones muy pequeñas hasta grandes masas. En los hombres, en caso de presentarlas, también se observan en el pene, y más raramente en escroto, boca o garganta.

### Hemorroides

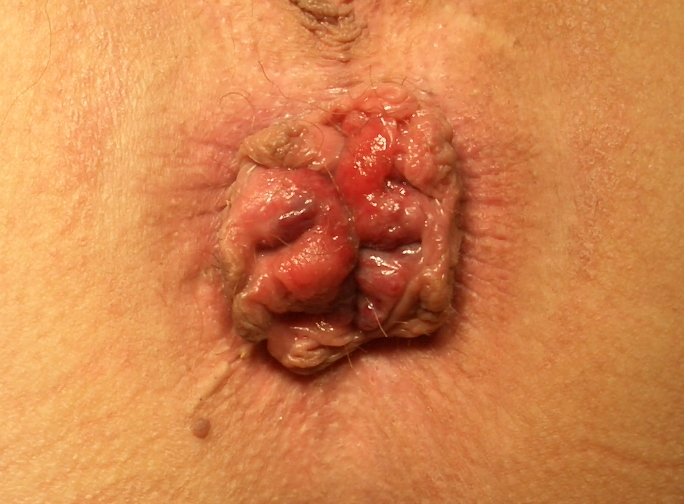
Ano con hemorroides grado 3.

Las hemorroides son várices o inflamaciones de las venas en el recto y el ano. Popularmente también se les conoce con el nombre de almorranas.
Anatómicamente son tres plexos, cojinetes o almohadillas de tejido submucoso donde están contenidas las vénulas y arteriolas superficiales del conducto anal, que funcionan en el mecanismo de continencia de las heces.
A menudo, las inflamaciones de las hemorroides son consecuencia del esfuerzo para evacuar el intestino, aunque pueden ser causadas por otros factores como el embarazo, el estreñimiento crónico, la diarrea o el envejecimiento.

### Oxiuriasis

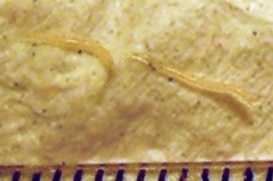
Dos Enterobius vermicularis (marcas de 1 mm).

La oxiuriasis es una enfermedad intestinal generada por un pequeño helminto parásito del hombre conocido popularmente como oxiuro (Enterobius vermicularis). Causa la conocida como oxiuriasis o piduyes cuyo nombre correcto es enterobiasis.
Los oxiuros son parásitos que se encuentran distribuidos por todo el mundo. Infecta principalmente a niños menores de 12 años. La comezón anal que genera, a veces hace de reinfección con los huevos que se ubican por el rascado debajo de las uñas, por lo que eventualmente son reintroducidos oralmente al llevarse las manos a la boca.

### Fístula anal
La fístula anal —o fístula anorrectal— es una conexión anormal, entre la superficie interna del canal anal y la piel que rodea la región perianal. Se genera en las glándulas anales, localizadas entre las dos capas de los esfínteres anales y que drena al canal anal. Si la salida de las glándulas anales se bloquea, se formará un absceso, el cual, eventualmente, protruye a la superficie de la piel perianal. El drenaje de los abscesos anorrectales resulta en la curación de un 50 % de los pacientes; el 50 % restante desarrollará una fístula anal, la cual, por lo general, se origina por una cripta infectada, que dirige en dirección opuesta la apertura externa de la fístula. A menudo se puede predecir el curso de una fístula por las características del absceso que le antecedió. Si la fístula es sellada pero queda infectada, se acumula pus en su interior, haciendo que reaparezca un absceso, repitiendo el proceso. La operación de una fístula es un procedimiento electivo, por lo general a causa de la incomodidad de un tracto que drena heces.

### Fisura anal

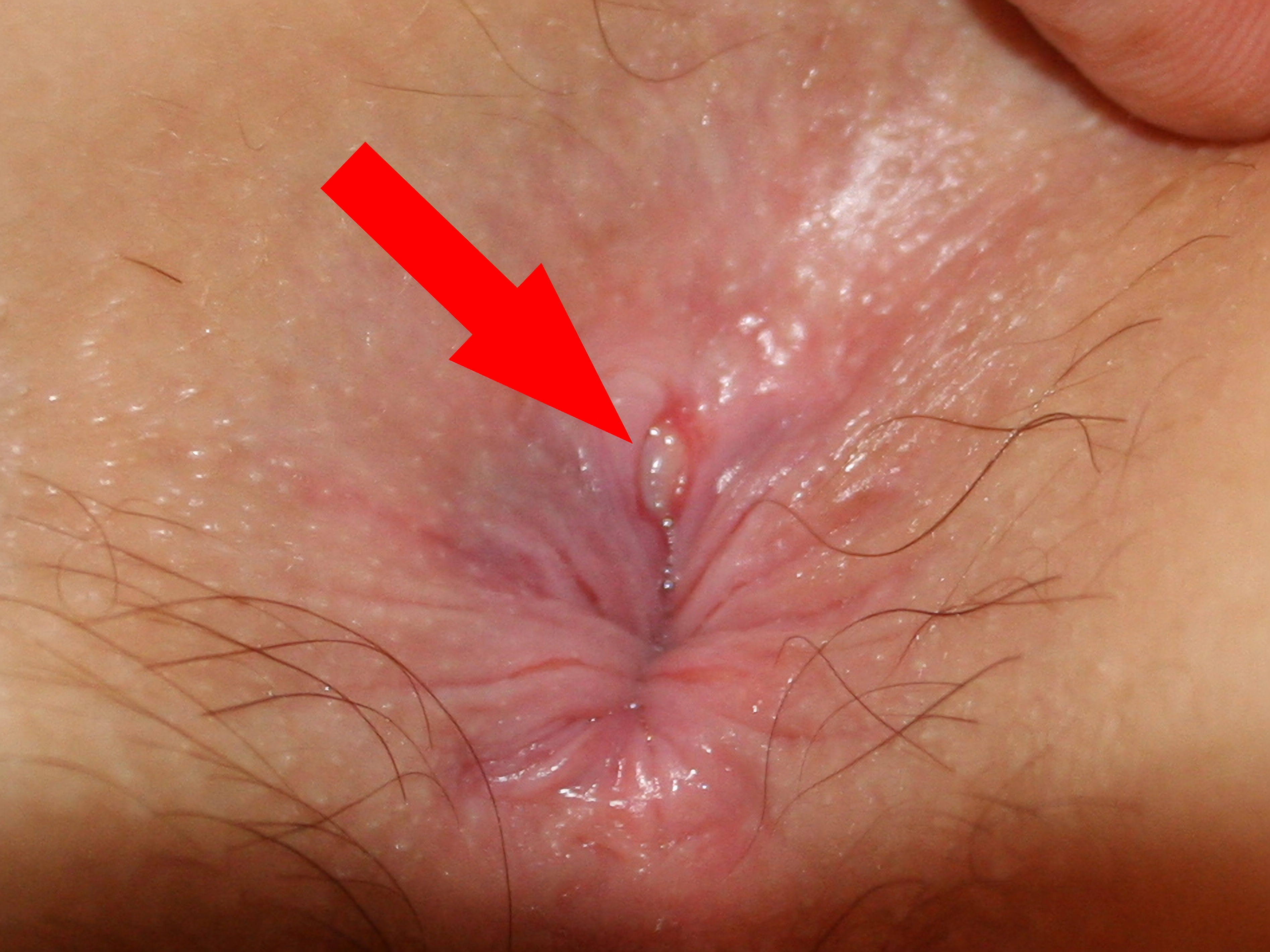
La flecha roja señala una fisura anal.

Una fisura anal es un desgarro en la mucosa del ano, por debajo de la línea dentada, la cual generalmente causa dolor intenso al defecar, sangrado y ardor. La mayoría de las fisuras anales ocurren en la línea media posterior del ano, mientras que entre 10 % y 15 % ocurren en la anterior. Muy rara vez ocurre fuera de la línea media. Muy frecuentemente se confunde con hemorroides, pero su principal diferencia es el dolor rectal intenso, el que genera temor a evacuar. Presenta también manchado del papel sanitario con sangre fresca.

### Cáncer anal
El cáncer anal es un tipo de cáncer, que surge en el ano y en el área proximal y distal del tracto gastrointestinal. Se trata de una entidad distinta del más común cáncer colorrectal, ya que su etiología, los factores de riesgo, la progresión clínica, la estadificación, y su tratamiento, son diferentes. El cáncer anal es típicamente un carcinoma de células escamosas que se presenta cerca de la unión escamoso-cilíndrica. Puede ser queratinizante (basaloide) o no queratinizante (cloacogénico). Otros tipos de carcinoma anal son adenocarcinoma, linfoma, sarcoma o melanoma.

### Esfínter anal dañado
El esfínter anal puede dañarse por diversas causas, entre las que destacan el seccionado por impericia en una cirugía en la región perineal, y por penetraciones bruscas en el sexo anal. El daño en el esfínter puede dar lugar a flatulencias, incontinencia fecal, estreñimiento crónico y, en casos más graves, ano patuloso (ano entreabierto).

## Anomalías anales congénitas
Hay algunas anomalías congénitas relacionadas con el ano.

### Ano imperforado

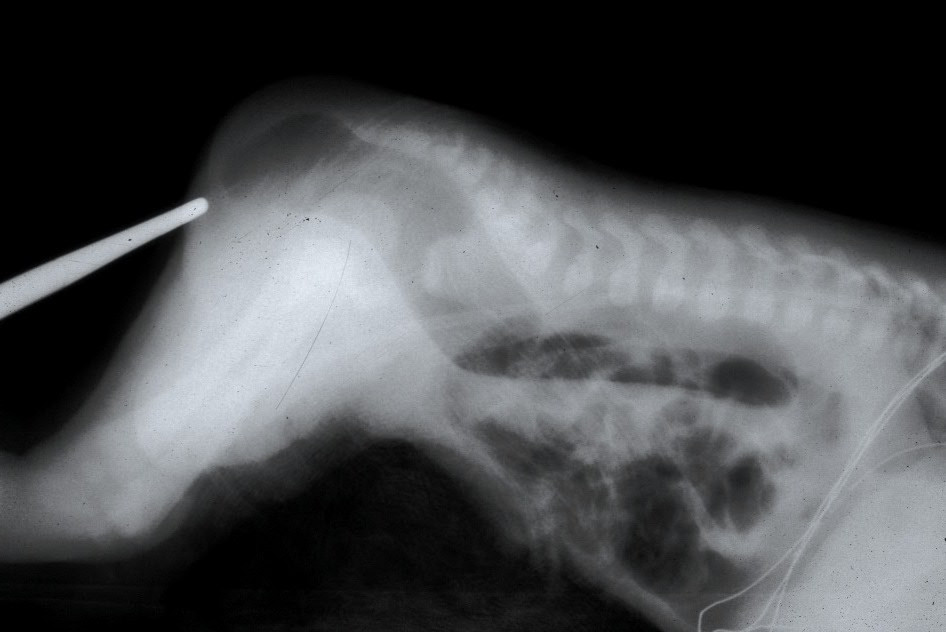
Radiografía que muestra un bebé con atresia anal.

El ano imperforado (también, atresia anal, atresia rectal o atresia anorrectal) es una enfermedad congénita que se caracteriza porque el recto no está conectado al ano. Ocurre en 1 de cada 5000 nacidos vivos. La causa de este defecto del nacimiento es desconocida. Este problema es factible de solucionar mediante una intervención quirúrgica.

### Estenosis anal
La estenosis anal, o estegnosis anal, ocurre cuando el orificio anal presenta constricción o estrechamiento de su abertura. Este problema es factible de solucionar mediante una intervención quirúrgica o maniobras de dilatación.

## Epidemiología
El ano es la vía de eliminación de varias formas de microorganismos parasitarios, bacterianos y virales, un factor de gran importancia epidemiológica en el entendimiento de la transmisión de enfermedades. Algunas de las más importantes son la poliomielitis, la teniasis, la ascariasis y el cólera.